# Théodore Baron
Théodore Baron (Elsene, 19 augustus 1840 – Saint-Servais/Namen 4 september 1899) was een Belgisch realistisch landschapschilder.

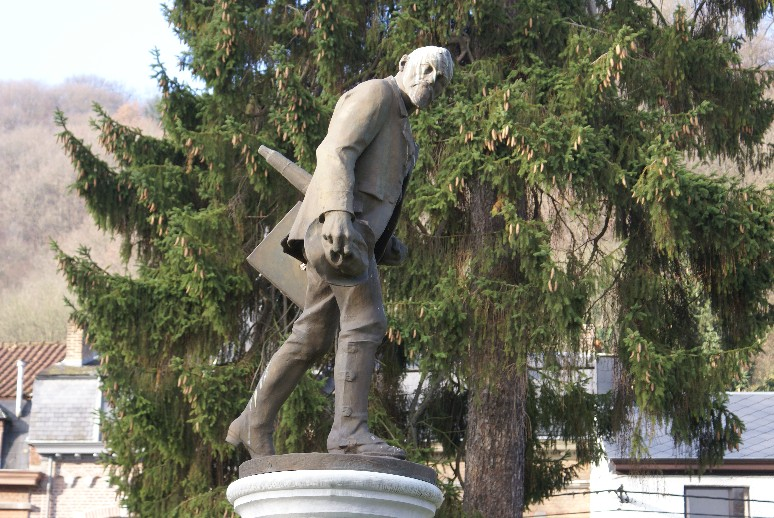
Standbeeld van Théodore Baron (1903) in Namen door Charles Van der Stappen

## Biografie
Hij kreeg zijn opleiding in academische stijl bij verschillende leermeesters: eerst bij Hippolyte de la Charlerie (1827-1867) aan Sint-Lucas in Brussel en vervolgens bij Louis Dubois (1830-1880), Guillaume-Victor Van der Hecht (1817-1891) en de neoclassicistische schilder François-Joseph Navez (1787-1869).
Hij kwam reeds in 1860 naar het kunstenaarsdorp Genk, waardoor hij gerekend wordt tot de Genkse School. 
In 1863 verkende hij, samen Louis Artan de landelijke of bosrijke omgeving rond Brussel en kwam er in contact met de schilders in Tervuren. Hier kreeg hij een voorliefde om te schilderen in realistische stijl in de vrije natuur.
Théodore Baron verbleef een tijdje in Barbizon. Na zijn dood bevonden er zich verschillende studies van het woud van Fontainebleau in zijn nalatenschap.

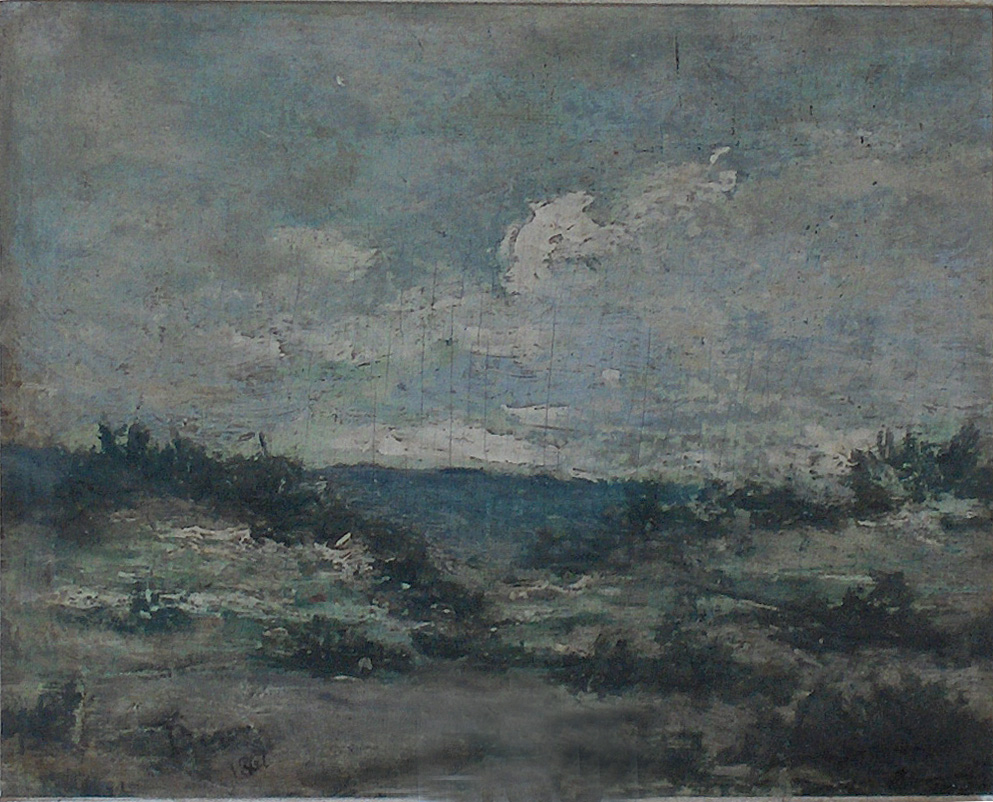
Kalmthoutse heide (1866)

Tussen 1865 en 1868 verbleef hij in Kalmthout en legde zich toe op het schilderen van de typische desolate landschappen, vennen, duinen en bossen in de Antwerpse Kempen. Hier ontmoette hij gelijkgestemde kunstenaars zoals Jacques Rosseels, Isidore Meyers, Adrien-Joseph Heymans en Florent Crabeels. Zij worden ook wel samen de Kalmhoutse School genoemd. Théodore Baron heeft deze schilders sterk beïnvloed. Hij wordt dan ook, samen met Adrien-Joseph Heymans tot de voornaamste schilders van deze groep gerekend. Hij heeft toen overwegend doeken gemaakt van troosteloze landschappen met bruingrijze tonaliteiten en met gebruik van zware tinten, die het het kenmerk waren van dit Vlaamse pleinairisme
In 1868 keerde hij, samen  met Heymans, terug naar Brussel en hernieuwde zijn banden met de schilders in Tervuren. Hij vormde aldus een schakel tussen de Kalmhoutse School en de School van Tervuren. Hij werkte ook een tijdlang in Hoeilaart. In Oudergem maakte hij verschillende doeken van de oude vijvers van het Rooklooster. Hij woonde toen in de nabijheid van het Rooklooster.

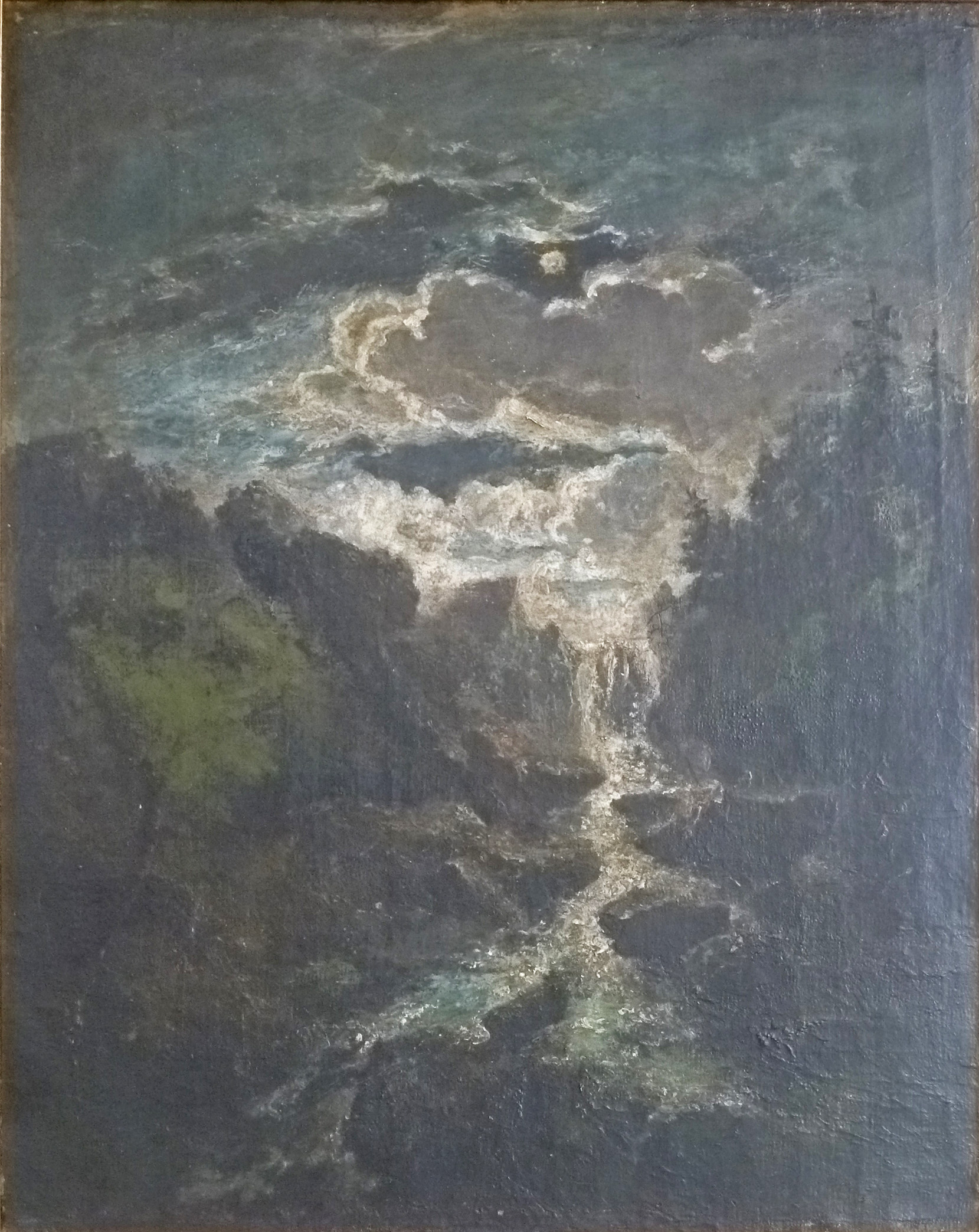
Waterval bij maanlicht

In hetzelfde jaar werd hij medestichter van de kunstenaarskring Société Libre des Beaux-Arts in Brussel.
Nog in 1868 vertrok hij naar de Maasvallei en de Lesse waar hij schilderde langs de oevers. In die periode had hij ook contact met Félicien Rops (1833-1896) en Octave Maus in de herberg “Au repos des Artistes” te Anseremme. In 1870 verbleef hij, samen met de kunstcriticus Camille Lemonnier, in de Maasvallei nabij Profondeville. Hij maakte een degelijke indruk op Lemonnier, die hem dan ook “schilder van de Maas” noemde.
In de volgende jaren reisde hij naar Nederland, Frankrijk en Italië. Théo van Rysselberghe nam  in 1881 het vroegere atelier van Théophile Baron over dat gelegen was in de Lakenweversstraat 52 in Elsene.
Baron werd in 1882 leraar aan de Academie van Namen, in opvolging van Ferdinand Marinus. Hij werd er in 1894 tot directeur benoemd en bleef er tot aan zijn dood. Een van zijn bekende leerlingen is Désiré Merny (1865-1947), die later ook leraar zou worden aan deze academie.
Er bevindt zich werk van hem in de musea van Antwerpen, Bergen, Elsene, Gent, Luik en Namen.
Zowel in Oudergem als in Namen is er een straat naar hem genoemd. Op recente veilingen worden er hoge bedragen betaald voor zijn werken. Het doek “Het hooien” bracht in 2001 € 4.500 op en het doek “Ardennen, landschap met rivier” € 3.200 bij een veiling in Brussel.

## Stijl
Men mag Théodore Baron beschouwen als een der belangrijkste Belgische realistische landschapschilders uit de 19de eeuw. Na de jaren 1880 neigde hij langzamerhand over naar de grens van het impressionisme.
In zijn werken vindt men een zekere vorm van verlatenheid en melancholie die steeds terugkeren in zijn weergave van licht en schaduw op desolate plekken. Hij gebruikt bij het weergeven van herfst- en wintergezichten een krijtachtig bruin, oker en grijs palet op doek gezet met zware toets.